# Hilde Jager
Hilde Jager (20 de diciembre de 1997) es una deportista neerlandesa que compite en judo.
En los Juegos Europeos de Cracovia 2023 consiguió una medalla de bronce en la prueba de equipo mixto. Ganó dos medallas de plata en el Campeonato Europeo de Judo por Equipo Mixto, en los años 2018 y 2021.

## Palmarés internacional
| Juegos Europeos                     | Juegos Europeos         | Juegos Europeos   | Juegos Europeos |
| Año                                 | Lugar                   | Medalla           | Categoría       |
| ----------------------------------- | ----------------------- | ----------------- | --------------- |
| 2023                                | Krynica-Zdrój (Polonia) | Medalla de bronce | Equipo mixto    |
| Campeonato Europeo por Equipo Mixto |                         |                   |                 |
| Año                                 | Lugar                   | Medalla           | Categoría       |
| 2018                                | Ekaterimburgo (Rusia)   | Medalla de plata  | Equipo mixto    |
| 2021                                | Ufá (Rusia)             | Medalla de plata  | Equipo mixto    |